# Ráckeve
Ráckeve (németül: Rautzenmarkt, dánul: Krebs, szerbül: Српски Ковин/Srpski Kovin) város a Csepel-sziget déli részén, a Ráckevei-Duna partján, Pest vármegye Ráckevei járásában, melynek a székhelye. A múltban is rendelkezett már városi ranggal, de azt valamikor a 19. században elvesztette és csak 1989-ben kapta meg újra.

## Fekvése

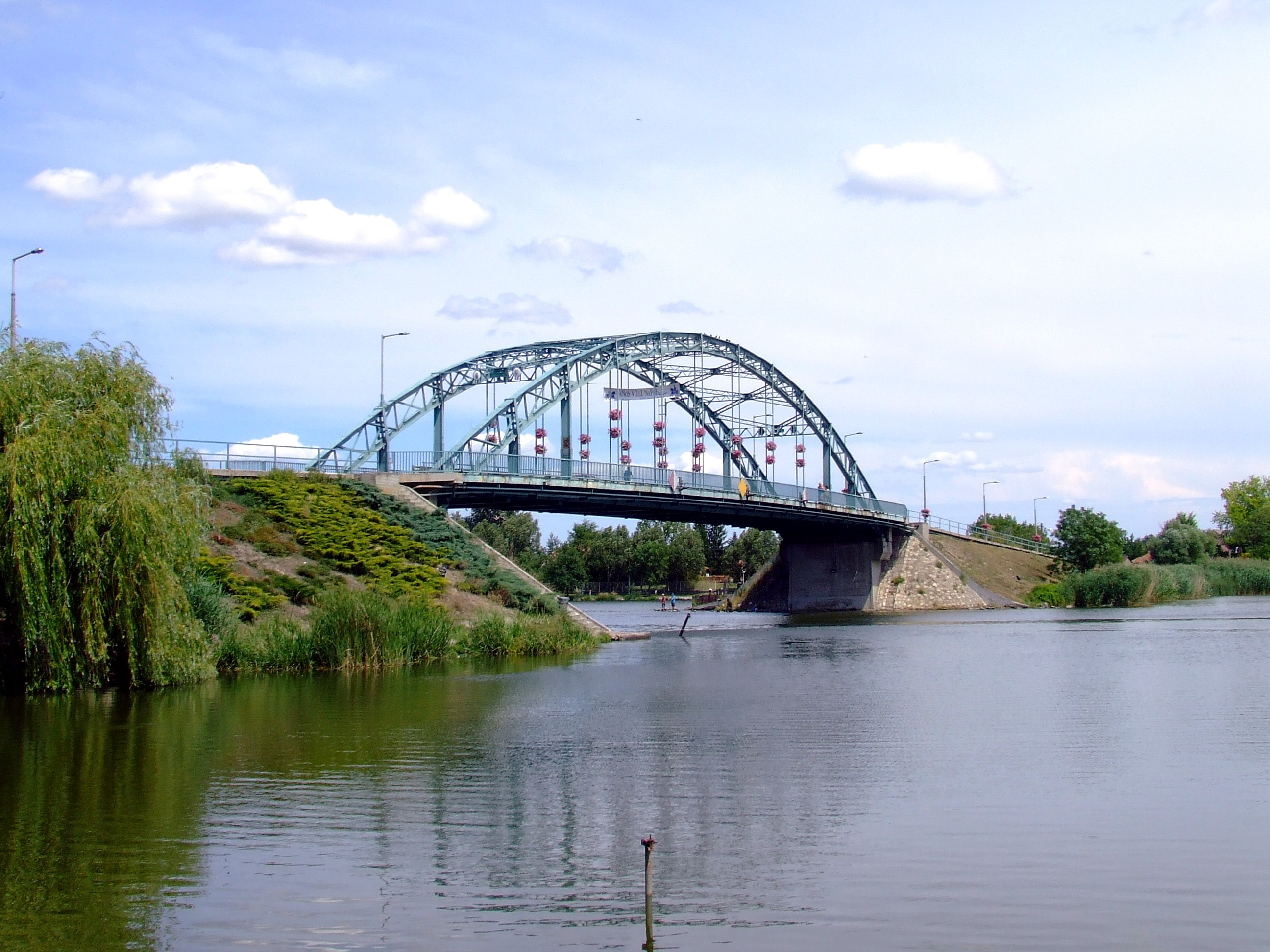
A ráckevei Árpád híd

Budapesttől mintegy 50 kilométerre délre, a Csepel-szigeten, a déli irányban kitáguló Csepeli-síkon, a Ráckevei-Duna-ág mentén helyezkedik el. Itt található a folyóág legdélebbi, gépjárművel is igénybe vehető hidja, az 1896-ban épült Árpád híd.
Központja a Duna-ág jobb partján, tehát magán a Csepel-szigeten helyezkedik el, Újtelep városrész viszont a bal parton, vagyis a „pesti oldalon”, valamint tartozik hozzá néhány kisebb sziget is, amelyek ugyancsak lakó- vagy legalábbis üdülőterületeknek számítanak (Angyali-sziget, Kerekzátony-sziget, Somlyó-sziget). Ráckeve közigazgatási területe egyébként keresztülér a Csepel-szigeten, tehát érintkezik a Duna főágával is.
A szomszédos települések: észak felől Szigetújfalu és Szigetszentmárton, kelet felől Kiskunlacháza, délkelet felől Dömsöd, dél felől Szigetbecse, délnyugat felől Lórév, illetve a Duna túlpartján fekvő Adony, nyugat felől Iváncsa, északnyugat felől pedig Ercsi.

### Megközelítése
Ráckeve legfontosabb közúti megközelítési útvonala a Csepel-sziget fő gerincútjának számító 5101-es út, ezen érhető el Budapest és az M0-s autóút felől éppúgy, mint a Duna bal parti településeit a fővárostól délre összekapcsoló 51-es főút kiskunlacházi szakasza irányából. Szigetszentmártonnal az 51 107-es, Makáddal az 51 112-es, Lórévvel pedig az 51 113-as számú mellékút köti össze.
Közösségi közlekedéssel a legegyszerűbben az egykori budapesti közvágóhídtól, a mai Közvágóhíd HÉV-állomástól induló H6-os HÉV-vel érhető el, melynek itt van a külső végállomása.

## Története
Ráckeve területe már a rézkorban lakott volt.
A honfoglalás után az egész Csepel-sziget, így Ráckeve területe is a fejedelmi törzs szálláshelye volt.
Az Árpádok alatt itt állt Ábrahámtelke község és egy, a 12. században épült kolostor, első ismert írásos említése 1212-ből való.
A 15. század közepén, 1440-ben a török elől menekülő szerb lakosság telepedett itt le, akik ekkor kezdték először Kiskevének (Kiskeue írásmóddal), ami később Ráckevévé módosult. Keve volt ugyanis az a város az Al-Duna mentén, ahonnan elmenekültek. (A szerbeket pedig akkoriban rácoknak nevezték Magyarországon.)
A 15. században fontos hely lett királyi kiváltságok adományozása folytán. A 16. században török uralom alá került. Szegedi Kis István prédikátor fellépésével kezdődött a reformáció itteni térhódítása; később a település a humanista reformáció fontos központja lett.
A török háborúk idején feldúlták, lakói elmenekültek. A török kiűzése után a győztes hadvezér Savoyai Jenő kapta jutalmul az egész Csepel-szigetet. A településre német telepesek érkeztek; ettől kezdve a helyi lakosságot három nemzetiség alkotja.
Leírás a településről a 18. század végén:

„
Magyar Mezőváros, kevés Németekkel, és Rátzokkal elegyítve, Pest Vármegyében, lakosai katolikusok, ó hitüek, és reformátusok, fekszik a’ kis Dunának partyán, Csepely Szigetében, Pereggel általellenben, Becséhez mintegy 200 lépésnyire; a’ Szigetben kevés vető földgye van, hanem a’ Bálványosi pusztán termesztik vagyonnyaikat; hallal, gyümöltsel bővelkednek; sok magyar kenyeret elárúlnak sütő aszszonyai esztendőnként a’ Pesti piatzon; szigettye három van, úgymint: az Angyali, Becsei, és Somlói. Hügye, és Bálványos pusztákat pedig árendában bírják, második osztálybéli.”

– 
Vályi András. Magyar országnak leírása, 1796–1799

1848 májusában hatszázan álltak nemzetőrnek az 1848-as forradalom védelmében, de végül hadba nem vonultak. Kossuth Lajos turini (Torino) könyvtárának megmentője, a neves író és ügyvéd,  "Ráckevei" Eötvös Károly - akinek emlékét az Eötvös utca 57/B. számon emléktábla őrzi - felmenőinek a 19. századra megszűntek a birtokai Ráckevén. A 19. század végén járási székhely lett, de ekkora már elveszítette városi rangját. A századfordulón építették meg az addigi fahíd helyett vasból az állandó hidat. A millennium alkalmából a lebontott réginek a helyén készült el az új, ún. tornyos városháza, Szilágyi Lajos főszolgabíró szervezésében. A Tanácsköztársaság idején halálos áldozatot is követelő összecsapások folytak a településen. Az 1930-as években Ráckeve a "körök és egyletek" községének számított, virágzó kulturális élettel. Ekkor működött a Gyenes szikvíz üzem a településen.
1942-ben a római katolikus templomban szentelték be a Makád községnél repülőgépével Dunába zuhant gróf Károlyi Gyula földi maradványait. A gyászmisén megjelent családjával Horthy Miklós kormányzó is, akinek tiszteletére a Fő utca egy szakasza megkapta a Horthy-nevet, a második világháború végéig. A Vörös Hadsereg 1944. november 22-én szállta meg a várost, és elfoglalta a Savoyai-kastély épületét. A településen a szovjetek több személyt bántalmaztak és gyilkoltak meg, illetve vittek el málenkij robot kényszermunkára. 1945-re háromszáz főnél több személy tűnt el és halt meg a helyi lakosságból a háború miatt, köztük a település szinte teljes zsidó közössége. A Szágel-családhoz tartozó, a budapesti gettóból megszökött házaspárt csepeli nyilasok Ráckevéhez közel lőtték a Dunába, a szovjetek bevonulásával szinte egy időben. A háborús áldozatokért - sok évnyi kutatást követően - elsőként a Ráckevei Savoyai Kulturális Egyesület szervezett megemlékezést: 2005. december 4-én a Savoyai-kastély dísztermében, amelyen Lenkovics Barnabás, az állampolgári jogok országgyűlési biztosa és Rosta Márton a MAZSIHISZ képviselője mondott beszédet.
A második világháborúban egy bombatalálat következtében megsemmisült a városháza nyugati szárnya, benne felbecsülhetetlen értékű dokumentumokkal, bírósági és községi iratokkal. A település jelentős iratállománya később, az 1956-os forradalom idején veszett el, a Ráckevei Rendőrkapitányság épületének elfoglalását követően, amelyet Rácz-Steller László rendőr adott át a felkelőknek, megakadályozva ezzel egy lehetséges vérontást (emléktáblája 2013 óta a rendőrség épületén látható). 1957-ben még tartotta magát a kommunista rendszer ellenes, főként gazdákból álló forradalmi tanács, amelynek élére közmegegyezéssel Juhász Józsefet választották meg tanácselnöknek. Őt és társait később internálták, személyüket ma is közmegbecsülés övezi. 1961-ben a ráckevei Ady Endre Gimnáziumban érettségizett Csomós Mari.
Az 1960-as években Árpád, Rákóczi és Aranykalász néven termelőszövetkezetek szerveződtek, amelyek egyesülését követően a ráckevei lakosság nagyobb része itt dolgozott. 1970-ben filmet forgattak a településen Fotográfia címmel egy évtizedekkel azelőtti borzalmas bűntényről, az operatőr Ragályi Elemér volt. 1976-77-ben megkezdődött Ráckeve Nagyközség (önkormányzati rendszer) termelőszövetkezeti földjeinek parkerdősítése és a turizmus fejlesztése érdekében a kirándulóerdők telepítése, főként Szigetszentmárton (Tókerti Parkerdő) és Kiskunlacháza (Peregi Parkerdő) irányában. Az ötlet és a kivitelezés Czerny Károly erdőmérnök érdeme volt, aki az 1980-as évekre több mint 160 ha erdőt telepített Ráckevén. 1982-ben Kádár János megszemlélte a ráckevei Aranykalász Mezőgazdasági Termelőszövetkezet aratási munkáit és meglátogatta az akkor országosan is kiemelt jelentőségű téesz hűtőházat. A látogatáson mondott beszédében sötét képet festett Magyarország gazdasági helyzetéről, amit azonban akkor senki sem vett komolyan. 1975-ben adták át a meleg vizű termál strandot, amelyet 1983-ban Lázár György a minisztertanács elnöke is felkeresett.
1983-ban az Architektúra Kisszövetkezet Czerny Károly elnök vezetésével városszépítő reformkorszakot indított, amely elsősorban a ráckevei Szent Vendel-körút kiépítését tűzte ki célul, a belvárosi teherautóforgalom kivezetése érdekében. Az ötlet politikai érdekcsoportok ellenállása miatt a mai napig nem valósult meg, azonban a kisszövetkezet a belváros szépítése érdekében renoválta a településnek a Ráckevei-Duna irányába húzódó kis utcáit, az ún. dunai lejáró közöket és 1986-ban a szerb paplak épületét. 1987-ben autós kertmozi kezdte meg működését a termál strand mellett.
A szocialista időkben járási székhely volt, Raffay Béla tanácselnök kezdeményezésére szerezte vissza városi rangját a Gál Zoltán által átadott oklevéllel 1989. március 15-én. 1989 őszén felszámolták a helyi munkásőrség szervezeti egységét. 1991-ben megnyitották a Szakorvosi Rendelőintézetet. 1991-ben Göncz Árpád köztársasági elnök két alkalommal is járt a ráckevei Szerb monostor épületében, hogy elvállalja a fővédnökséget a több évszázados, egyre romló állapotú freskók restaurálásához. 1992-ben környezetvédelmi és erdővédelmi politikai viták folytak a városban, amellyel az Alkotmánybíróság is foglalkozott. Ennek vetett véget 1996-ban, Szili Katalin környezetvédelmi államtitkár közbenjárása, ami a Kiskunlacháza határában található Peregi Parkerdő természetvédelmi területté nyilvánítását eredményezte. 1994-ben Schamschula György közlekedési miniszter átadta a felújított Árpád-hidat, Vona Ferenc országgyűlési képviselő (MDF), a hídfelújítás politikai szervezője jelenlétében.
A Savoyai Universitas Alapítvány meghívására 1998 őszén Habsburg Ottó a családjával meglátogatta a kastélyt, és ott felavatta Anka Margit alkotását, a Habsburg–Lotaringiai Mária Krisztina főhercegnő mellszobrot. Ugyanitt 2010-ben tett látogatást Habsburg-Lotharingiai Mihály főherceg annak emlékére, hogy nagyapja Habsburg József magyar kormányzó 1931-ben avatta fel az első világháború ráckevei hőseinek szobrát.
2000 nyarán Fegyó János történész, múzeumigazgató kutatásai nyomán Horváth Nepomuki János, a Napóleon elleni háborúk ráckevei hőse emlékére elindult a "János Vitéz Napok".
2000. október 23-án diákok, ráckevei fiatalok tüntettek a polgármesteri hivatalnál, az akkori helyi politika miatt. A tüntetés előtt a Republic Együttes frontembere, Cipő is találkozott a szervezőkkel. 2002 őszén Orbán Viktor Fidesz-elnök Kossuth-domborművet avatott a Kossuth Lajos utcán. 2006 tavaszán Gyurcsány Ferenc miniszterelnökként kampányolt a Szent István téren. 2007-2008 években az USA Magyarországi Nagykövetsége munkatársai, köztük Pentagon-tisztek, a második világháború idején Ráckeve térségében lezuhant amerikai és angol pilóták emléke iránt kutattak: a helybéli idős polgárokkal az Architektúra-Gyorslakóház épületében készítettek interjút.
2010-ben a Savoyai-kastély épületében tartották meg az első országos állatvédelmi jogi oktatást előkészítő találkozót, amelyet Czerny Róbert állatvédelmi civil ombudsman kezdeményezett. 2012-ben ünnepélyesen átadták a Skarica Máté Városi Könyvtárnak a korábban polgári iskolaként működött, felújított épületet. 2013-ban Áder János államfő részt vett és beszédet mondott a Savoyai-év záróünnepségén, ahol meghirdették a Savoyai-vidék Programot a Savoyai Kultúrtáj kiépítése érdekében, de ennek szervezőmunkája nem folytatódhatott, mert 2017-ben - harminc év után - bezárt a Savoyai-kastély szállodája és étterme, amelyet azóta sem nyitottak meg újra. 2018-2021 között a Magyarországi Harmonikások Kulturális Egyesülete felújította és harminc év után újra kulturális találkozóhellyé varázsolta a Népművészeti Házat. 2021 őszén megnyílt a szerb ortodox kolostori gyűjtemény a szerb templom paplak épületében. 2022 nyarán elkészült a Halmúzeum az Ács Károly Művelődési Központ korábbi könyvtárszárnyában.
1975-ben a ráckevei Senki-szigeten forgatták a Le a cipővel! című ifjúsági filmet, és erre is figyelemmel 2023 nyarán az ELTE Tanító- és Óvóképző Kara elvi támogatásával innen indult el a Csukás István író meséiből szerkesztett Csukás-módszer.
2023. november 4-én Miskei Antal történész, habilitált egyetemi docens és Czerny Róbert környezetvédelmi szakjogász lejegyezte a Ráckeve Városépítői (1701-2021) című könyv vázlatát, amely Miskei professzor 2024-ben bekövetkezett halála miatt nem készülhetett el. Miskei Antalt 2024. május 22-én helyezték végső nyugalomra a ráckevei katolikus temetőben: búcsúztatásakor elhangzott, hogy az Árpád Múzeum nevét Dr. Miskei Antal Múzeumra fogják változtatni. 2024. június 24-én a Savoyai Egyesület kezdeményezte Horváth Nepomuki János és Miskei Antal boldoggá avatási eljárásának lefolytatását.

## Politika

### Polgármesterei
- 1990–1994: Dr. Kulcsár István (független)[6]
- 1994–1998: Dr. Kulcsár István (független)[7]
- 1998–2002: Dr. Kulcsár István (független)[8]
- 2002–2006: Dr. Kulcsár István (független)[9]
- 2006–2010: Dr. Dávid László (Fidesz-KDNP)[10]
- 2010–2014: Szadai József (független)[11]
- 2014–2019: Szadai József (Fidesz-KDNP)[12]
- 2019–2024: Vereckei Zoltán (KEVE Egyesület)[13]
- 2024– : Deák Tibor (független)[1]

### A 2024-es önkormányzati választás eredménye
- A polgármester-választás eredménye[14][15]

| Jelölt neve    | Jelölő szerv. | Jelölő szerv. | Szavazatok száma | Szavazatok aránya |
| -------------- | ------------- | ------------- | ---------------- | ----------------- |
| Deák Tibor     |               | Független     | 2389             | 51,73%            |
| Szebeni István |               | Fidesz–KDNP   | 1819             | 39,39%            |
| Simon Balázs   |               | DK            | 410              | 8,88%             |
| Összesen       |               |               | 4618             | 100%              |

- A képviselőtestület-választás eredménye[16][17][18][19][20]

| Párt | Párt        | Mandátumok | Képviselő-testület | Képviselő-testület | Képviselő-testület | Képviselő-testület | Képviselő-testület | Képviselő-testület | Képviselő-testület | Képviselő-testület | Képviselő-testület |
| ---- | ----------- | ---------- | ------------------ | ------------------ | ------------------ | ------------------ | ------------------ | ------------------ | ------------------ | ------------------ | ------------------ |
|      | Független   | 8          | P                  |                    |                    |                    |                    |                    |                    |                    |                    |
|      | Fidesz–KDNP | 4          |                    |                    |                    |                    |                    |                    |                    |                    |                    |

## Népesség
A település népességének változása:
| Lakosok száma | 9965 | 9972 | 10 446 | 10 956 | 10 719 | 11 043 | 11 080 |
|               | 2013 | 2014 | 2018   | 2021   | 2022   | 2023   | 2024   |

A 2011-es népszámlálás során a lakosok 85,9%-a magyarnak, 0,2% bolgárnak, 2,9% cigánynak, 1,2% németnek, 0,3% románnak, 0,3% szerbnek, 0,2% szlováknak mondta magát (13,9% nem nyilatkozott; a kettős identitások miatt a végösszeg nagyobb lehet 100%-nál). A vallási megoszlás a következő volt: római katolikus 39,2%, református 18,2%, evangélikus 0,6%, görögkatolikus 0,4%, felekezeten kívüli 13,1% (26,6% nem nyilatkozott).
2022-ben a lakosság 87,5%-a vallotta magát magyarnak, 1,2% németnek, 0,9% cigánynak, 0,6% szerbnek, 0,3% románnak, 0,1-0,1% lengyelnek, horvátnak, görögnek, bolgárnak, szlováknak és ukránnak, 2,8% egyéb, nem hazai nemzetiségűnek (12,3% nem nyilatkozott; a kettős identitások miatt a végösszeg nagyobb lehet 100%-nál). Vallásuk szerint 26,6% volt római katolikus, 13,8% református, 0,6% görög katolikus, 0,5% evangélikus, 0,2% ortodox, 1,4% egyéb keresztény, 0,8% egyéb katolikus, 12,4% felekezeten kívüli (43,5% nem válaszolt).

## Gazdaság
Zöldség- és gyümölcstermesztés, borászat, hűtőház, élelmiszeripari gépgyár, könnyűszerkezetes gyorslakóházak gyártása, tojótyúk tartó üzem.

## Neves szülöttei
- Skarica Máté (1544–1591) prédikátor, költő
- Horváth Nepomuki János (1774–1847) huszártiszt, a testőrgárda őrnagya (valószínűleg róla mintázta Petőfi a János Vitézt)[23][24]
- Pauer János (1814–1889) történész, katolikus püspök
- Bánde Zoltán (1883 – ?, 1944) kispesti főrabbi, hittudós.
- Fegyó Béla (1943–) festőművész
- Keviczky László (1945–) akadémikus, a város díszpolgára
- Katona Klári (1953–) énekes
- Miskei Antal (1967-2024) történész, habilitált egyetemi docens, a város Pro Urbe-díjas polgára
- Dárdai Péter (1969–) festőművész
- Dévényi János Géza autóversenyző, festőművész

## Ráckevén éltek
- Szegedi Kis István (1505–1572) prédikátor, püspök, korának egyik legjelentősebb teológusa
- Kép Ferenc a város nótáriusa, a szabad királyi jogállás önzetlen előmozdítója
- Patay László (1932–2002) Munkácsy-díjas festőművész
- Dr. Czerny Károly (1944–2020) Kaán Károly-díjas erdőmérnök, a város háromszoros Pro Urbe-díjas építészmérnöke, városszépítője
- Reviczky Gábor (1949–) a Nemzet Művésze címmel kitüntetett, Kossuth- és Jászai Mari-díjas színművész

## Látnivalók
- Az ortodox szerb templom
- Savoyai-kastély
- Savoyai-kastély kupolája
- A Savoyai-kastély légi felvételen

- Ortodox szerb templom (gótikus, az építkezést 1487-ben fejezték be), a két oldalkápolna reneszánsz, a különálló középkori részletekkel bíró harangtorony építését 1758-ban fejezték be. A falfestés a 18. századból való.  Lásd még: Szerb monostor (Ráckeve)
- Keresztelő Szent János római katolikus templom (műemlék jellegű épület), a templomban Patay László hatalmas szekkója található
- Református templom (1913-ban készült el neogótikus stílusban), érdekessége, hogy kisebb eltérésekkel a tiszakécskei református templom tervei alapján épült, a régi – kisebb méretű – barokk templom helyén
- Savoyai-kastélyt (barokk) Savoyai Jenő építtette, az épület Johann Lukas von Hildebrandt tervei alapján 1702–1750 között épült
- A Savoyai-kastély melletti kis téren áll Szász Gyula alkotása, az egyetlen vidéki Árpád-szobor, amelyet a millenniumi ünnepségek során 1897-ben avattak fel
- Szent János téren láthatjuk a 18. századi Nepomuki Szent János szobrot
- Horváth-kúria (Szent János tér 13., eklektikus stílusban átalakított)
- Az 1896-ban épült Árpád híd
- Árpád Múzeum (Kossuth L. u. 34.) tájmúzeum, a tárlatában egy 12. századi Lantos Dávidot ábrázoló dombormű, és egy 16. századi festett fa Madonna található
- Városi képtár (Kossuth L. u. 26.)
- Keve Galéria (Kossuth L. u. 49.) időszaki kiállítások
- A katolikus temetőben álló kápolna a 18. század végén épült, egyszerű barokk stílusban. Ugyancsak a temetőben található 19. század elején épült kör alakú kálvária.
- Aqualand Termál- és Élményfürdő (Strand u. 1.), az 52 °C-os gyógyvíz 1040 m mélységből tör fel
- Népművészeti Ház
- Ráckevei Hajómalom – Magyarország első rekonstruált és egyben működő hajómalmát Ráckevén tekinthetik meg, amely a lakosság közösségi összefogásának köszönhetően 2007 és 2010 között épült fel. A ráckeveiek kedve a Hajómalom újbóli megépítésére a „Jelképünk volt és lehetne” gondolat mentén éledt fel, melynek köszönhetően a ráckevei vízimolnárság hagyományai felélesztésre kerültek.
- A településen minden héten szerdán és szombaton hajnaltól tartanak piacot, majd egy kilométeres hosszan a Duna-ág partján. A helyiek csónakos piacnak emlegetik.

## Visszatérő rendezvények
- Népművészeti Ház évadnyitója, Dr. Czerny Károly-emléktábla koszorúzása (március)
- János Vitéz Napok (június első hétvégéje)
- Kisdunai Népzenei és Néptánc Találkozó (augusztus második felében)
- Szent István-napi lampionos csónakfelvonulás (augusztus 19.)
- Nagyboldogasszony templom búcsúja (augusztus vége)
- Kis-Duna Maraton hosszútávfutó verseny
- ÁSZOK Fesztivál (szeptember második hétvégéje)
- Veterán Autók Találkozója (szeptember hónapban)
- Duna-part Feszt[25]
- Péntek Esti Korzó

## Testvérvárosai
- Calden, Németország
- Gyergyócsomafalva, Románia
- Baktalórántháza, Magyarország
- Kevevára, Szerbia
- Lukanénye, Szlovákia
- Székelykeve, Szerbia
- Dány, Magyarország
- Beregsom, Ukrajna[26]
- Nylars, Dánia